# 澤列尼蓋 (巴拉尼夫卡區)
50°23′42″N 27°24′46″E / 50.39500°N 27.41278°E
澤列尼蓋（烏克蘭語：Зелений Гай），是烏克蘭北部的村莊，隸屬日托米爾州的茲維亞赫爾區。該村始建於1927年，面積6平方公里，海拔高度227米，2001年人口150，人口密度每平方公里24.99人。